# Stayella escalerae
Stayella escalerae är en kackerlacksart som först beskrevs av Robert Walter Campbell Shelford 1909.  Stayella escalerae ingår i släktet Stayella och familjen småkackerlackor. Inga underarter finns listade i Catalogue of Life.